# Gonomyia affinis
Gonomyia affinis är en tvåvingeart som beskrevs av Enrico Adelelmo Brunetti 1912. Gonomyia affinis ingår i släktet Gonomyia och familjen småharkrankar. Inga underarter finns listade i Catalogue of Life.